# Talasa (mjesec)
Talasa (također Neptun IV) je prirodni satelit planeta Neptuna, iz grupe pravilnih satelita izmjera 108×100×52 kilometara i orbitalnim periodom od 0.31148444 ± 0.00000006 dana.